# Sveriges ambassad i Pristina
Sveriges ambassad i Pristina är Sveriges diplomatiska beskickning i Kosovo som är belägen i landets huvudstad Pristina. Beskickningen består av en ambassad, ett antal svenskar utsända av Utrikesdepartementet (UD) och lokalanställda. Ambassadör sedan 2022 är Jonas Westerlund. Sveriges ambassadör i Skopje var tidigare sidoackrediterad till Pristina. I dennes frånvaro leddes ambassaden av en chargé d'affaires a.i.
Regeringen har beslutat att ambassaden i Pristina är undantagen från uppgiften att ta emot och bereda ansökningar om viseringar och uppehålls- och arbetstillstånd.

## Beskickningschefer
| Namn                       | Period    | Funktion   | Ackreditering                               |
| -------------------------- | --------- | ---------- | ------------------------------------------- |
| Ulrika Cronenberg-Mossberg | 2005–2008 | Ambassadör | Sidoackrediterad från ambassaden i Skopje.  |
| Lars Fredén                | 2008–2010 | Ambassadör | Sidoackrediterad från ambassaden i Skopje.  |
| Lars Wahlund               | 2010–2013 | Ambassadör | Sidoackrediterad från ambassaden i Skopje.  |
| Mats Staffansson           | 2014–2016 | Ambassadör | Sidoackrediterad från ambassaden i Skopje.  |
| Henrik Nilsson             | 2016–2018 | Ambassadör |                                             |
| Karin Hernmarck Ahliny     | 2018–2022 | Ambassadör | Tillträder befattning den 1 september 2018. |
| Jonas Westerlund           | 2022–     | Ambassadör | Tillträder befattning september 2022.       |